# San Calogero (Italia)
San Calogero (Άι Καλόγερο/Ai Kalògero in greco di Calabria) è un comune italiano di 3 752 abitanti della provincia di Vibo Valentia in Calabria.

## Geografia fisica
San Calogero è situato a 261 metri di altitudine, a sud-ovest di Vibo Valentia. Il territorio del comune risulta compreso tra i 37 e i 381 metri sul livello del mare. L'escursione altimetrica complessiva risulta essere pari a 344 metri. Circondato dal verde, il territorio è delimitato da due corsi d'acqua a portata costante, il fiume Mammella ed il San Marino, che favoriscono il lavoro dei campi dove si producono uva da vino, ortaggi, frutta, olive, agrumi e cereali.

## Origini del nome
San Calogero ha probabilmente preso il suo nome da un insediamento di monaci basiliani (l'odierno convento di Sant'Opolo) dedicato al santo omonimo, sorto in epoca bizantina in località "San Martino". Calogero inoltre (un composto delle parole καλός e γέρος, "buon vecchio" in greco) era un appellativo dato ai monaci.

## Storia
Il territorio del comune di San Calogero sembra sia stato popolato fin dal neolitico. Tuttavia, solo in epoca medievale si formarono degli insediamenti veri e propri: i suoi tre centri San Calogero, Calimera (Καλημέρα in greco) e San Pietro. Questi presentano una diversa storia feudale e si ritiene che il più antico dei tre sia Calimera. La nascita di San Calogero risalirebbe al X secolo, al periodo della dominazione bizantina in Calabria, legata ad un monastero basiliano attorno al quale si raggrupparono le abitazioni degli addetti ai lavori agricoli eseguiti sulle terre dei monaci. Nei secoli in cui appartenne al Regno di Sicilia, il paese fu possedimento di diverse famiglie, fra cui i Ruffo ed i Mottola, mentre il terremoto del 1783 lo distrusse quasi completamente. Il nuovo centro abitato fu ricostruito su progetto dell'architetto e urbanista Ermenegildo Sintes, allievo di Luigi Vanvitelli, in una posizione poco distante dal vecchio sito, presso le località chiamate “Il giardino” e “Le vigne”.
Fu durante il governo murattiano, nel 1811, che San Calogero e Calimera divennero un unico comune, con il primo come sede municipale. Per il suo territorio transitarono le camicie rosse garibaldine, durante la loro spedizione, alla fine di agosto del 1860. 
La parte più recente del centro abitato di San Calogero si è sviluppata dopo gli anni Sessanta del Novecento, ed oggi appare quindi con una conformazione urbanistica abbastanza moderna. Nonostante i vari terremoti, sia San Calogero che Calimera conservano un interessante centro storico corredato da antichi palazzi. Sul territorio vi sono, inoltre, delle interessanti grotte scavate nel tufo ed è stata attestata la presenza di un’antica necropoli in località "Piane". Negli ultimi decenni San Calogero ha conosciuto un discreto sviluppo artigianale, agricolo e commerciale.

## Monumenti e luoghi d'interesse

### Architetture religiose
- Chiesa del Sacro Cuore di Gesù (XIX secolo)
- Chiesa di Maria Santissima Immacolata (ricostruita negli anni trenta del XX secolo)
- Chiesa di Maria Santissima Madre delle Grazie (località Casalello)
- Cappella di Santa Paola Frasinetti (località Torretta)
- Chiesa di San Nicola, nella frazione di Calimera
- Tombe primitive di forma ovale rinvenute in una cava di calcare in località "Piane"

### Architetture civili
- Castello di Calimera (forse una delle residenze del conte Ruggero I il Normanno)
- Antico monastero basiliano di Sant'Opolo (divenuto un insediamento di monache benedettine con l'avvento dei Normanni)
- Varie piazze

## Società

### Evoluzione demografica
Abitanti censiti

### Istituzioni, enti e associazioni
- Associazione musicale "Francesco Cilea"
- Associazione Santa Paola Frasinetti "Beati i puri di cuore"
- Scuola Materna Maria Ss. Immacolata, via S. Paola Frassinetti 5
- Scuola media statale "Rocco Romano"
- Scuola elementare statale
- Scuola dell'infanzia statale
- Scuola guida
- Scuole di inglese "Morgan School" e "Queen English School"

### Feste religiose
- Festa dell’Immacolata, l’8 dicembre (festa patronale)
- Festa della Madonna delle Grazie, i giorni 1-2 luglio (Casalello)
- Festa di San Calogero o di Santa Paola, la prima domenica di agosto (le ricorrenze si alternano: un anno si festeggia il Santo, un anno la Santa)
- Festa di San Rocco, il 16 agosto (Calimera)

## Cultura
- Nel periodo pasquale a San Calogero, come in molti altri centri calabresi, si tiene l'Affruntata, la rievocazione dell’incontro tra il Cristo Risorto e sua Madre
- È ambientata a Calimera la “Storia dei Rupe”, romanzo storico di Leonida Repaci che parla di una famiglia vissuta tra l’Ottocento ed il Novecento
- Le camicie rosse garibaldine passarono anche da San Pietro di San Calogero: era il 27 agosto del 1860
- Il nome della frazione Calimera viene dal greco Καλημέρα e significa “buongiorno”

### Biblioteche
- Biblioteca Comunale, ex saub

## Infrastrutture e trasporti

### Trasporti stradali
- SS 18 (Napoli-Reggio Calabria)

## Amministrazione
| Periodo           | Periodo           | Primo cittadino                              | Partito                                         | Carica                    | Note  |
| ----------------- | ----------------- | -------------------------------------------- | ----------------------------------------------- | ------------------------- | ----- |
| 1990              | 23 aprile 1995    | Pasquale Grillo                              | Partito Socialista Italiano Socialisti Italiani | sindaco                   |       |
| 23 aprile 1995    | 13 giugno 1999    | Domenico D'Amico                             | Centro Cristiano Democratico                    | sindaco                   |       |
| 13 giugno 1999    | 6 ottobre 2003    | Giovan Battista Baldo                        | lista civica di centro-sinistra                 | sindaco                   |       |
| 6 ottobre 2003    | 13 giugno 2004    |                                              |                                                 | commissario straordinario |       |
| 13 giugno 2004    | 12 ottobre 2007   | Domenico D'Amico                             | lista civica di centro                          | sindaco                   |       |
| 12 ottobre 2007   | 14 aprile 2008    |                                              |                                                 | commissario straordinario |       |
| 14 aprile 2008    | 9 aprile 2013     | Nicola Brosio                                | lista civica                                    | sindaco                   |       |
| 9 aprile 2013     | 31 maggio 2015    | Andrea Cantadori Alberto Monno Antonio Corvo |                                                 | commissario straordinario | [ 7 ] |
| 31 maggio 2015    | 21 settembre 2020 | Nicola Brosio                                | lista civica Insieme per crescere               | sindaco                   |       |
| 21 settembre 2020 | in carica         | Giuseppe Maruca                              | lista civica La libertà                         | sindaco                   |       |

## Sport

### Calcio
L'unica squadra di calcio del territorio è l'U.S. San Calogero Calimera.